# Cuthona thompsoni
Cuthona thompsoni is een slakkensoort uit de familie van de Cuthonidae. De wetenschappelijke naam van de soort is voor het eerst geldig gepubliceerd in 1991 door Garcia, Lopez-Gonzalez & Garcia-Gomez.